# Baía Granite

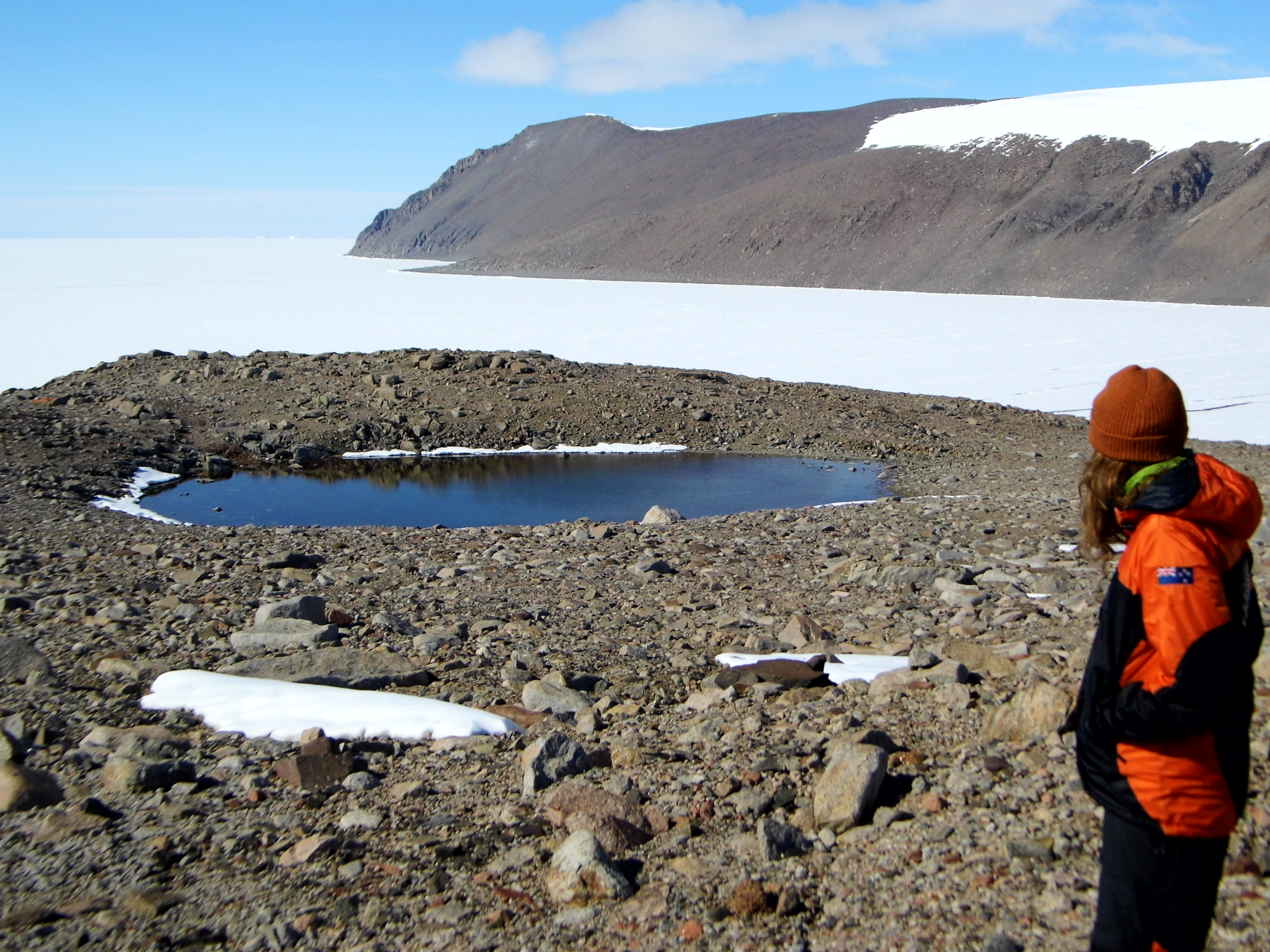
Lago Chapman e Baía Granite ao fundo.

A baía Granite é uma baía na costa da Terra de Vitória, na Antártida, com cerca de 26 km de comprimento, entre o cabo Archer e o cabo Roberts. Foi descoberta pela Expedição Discovery (1901–04) em janeiro de 1902, enquanto procuravam um local seguro para aportar durante o Inverno. O nome tem origem nos grandes blocos de granito encontrados na sua costa.